# Trúba (Štramberk)

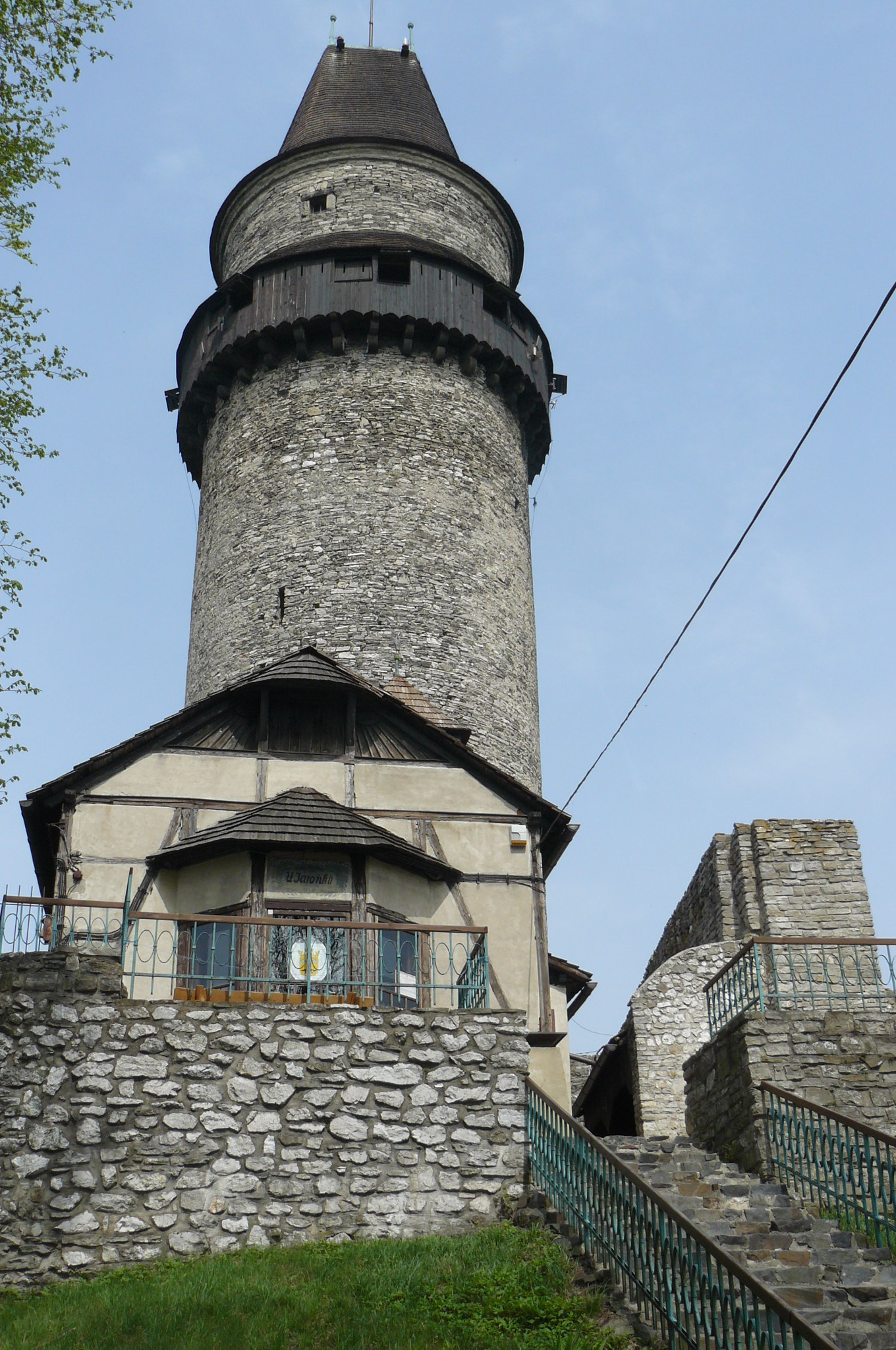
Trúba i Jaroňkova útulna

Trúba – walcowata wieża, najważniejsza pozostałość zamku Štramberk (Strahlenberg), zlokalizowana na wzgórzu Zámecký vrch, na północny zachód od rynku w Štramberku. Wysokość budowli wynosi 40 m, a średnica – 10 m. Położona na wysokości 508 m n.p.m.
Zamek powstał w końcu XIII wieku. W 1783 część nieużywanego już obiektu zawaliła się, a pozostałe fragmenty, z wyjątkiem wieży, rozebrano. W latach 1901–1903 wieżę przystosowano do potrzeb rozwijającej się turystyki i uprzystępniono jako punkt widokowy. Przebudowy i adaptacji dokonał architekt Kamil Hilbert (m.in. dobudowano galerię i schody). W części parterowej tablica pamiątkowa ku czci Adolfa Hrstky – działacza turystycznego, z którego inicjatywy dokonano remontu wieży w 1903. Obecnie wieża jest własnością miejską.
Przy wieży znajdują się dwa budynki:
- Jaroňkova útulna (dawniej: U Mědínků) – drewniane schronisko dla turystów zbudowane w miejscu dawnego górnego pałacu w 1906, znacząco przebudowane w 1925, zdobione malowidłami Bohumíra Jaronka; architektem był Josef Pokorný z Ostrawy,
- Chata MUDr. Adolfa Hrstky (dawniej: Rašínova) – drewniane schronisko w miejscu dawnego dolnego pałacu, zbudowane w 1925; w piwnicach obiektu znajduje się wejście do jaskini Slámova sluj[1][2][3][4].